# Daesa-dong
Daesa-dong (koreanska: 대사동) är en stadsdel i staden Daejeon i den centrala delen av Sydkorea, 
145 km söder om huvudstaden Seoul.  Den ligger i stadsdistriktet Jung-gu.